# 客美多咖啡
客美多咖啡（Komeda's Coffee，Komeda Co.,LTD.，中國大陸稱為口美达或口美達咖啡）是日本一家咖啡連鎖企業，总部位於爱知县名古屋。该公司的创始人加藤太郎于1968年1月在名古屋开设了第一家咖啡店。
2016年6月29日，客美多咖啡在东京证券交易所第一部上市。
2016年4月，客美多咖啡在中國上海市滬南公路开设第一家海外分店。
2018年2月，客美多咖啡與台灣好食國際投資股份有限公司合作，在臺北市開設臺灣第一家分店南京建國店。
2022年10月21日，客美多咖啡在香港開設第一家分店設於紅磡黃埔天地第5及6期地下，由永旺百貨特許經營，目前在香港有6家分店（全部設於永旺百貨內）。

## 概要

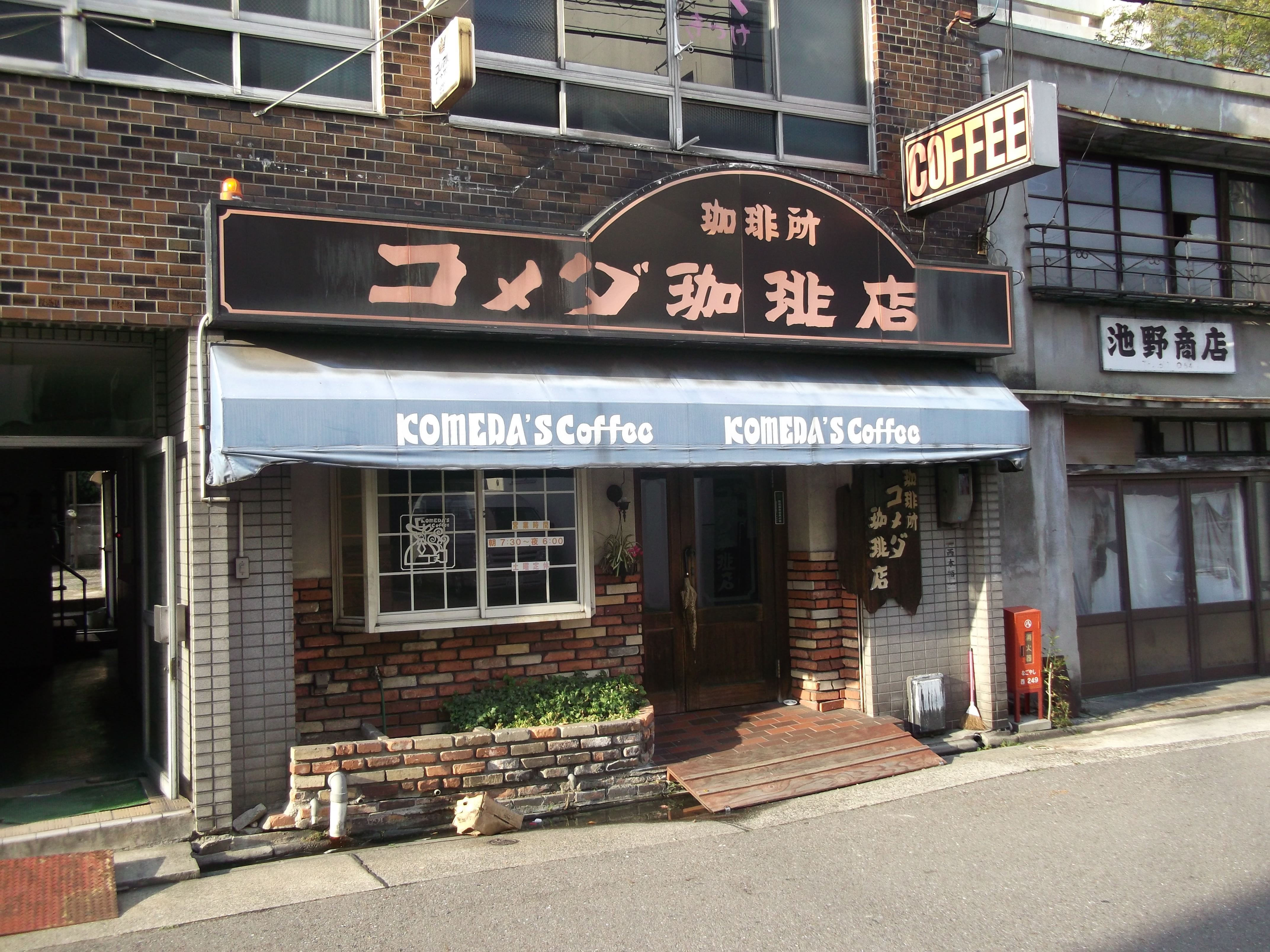
已於2014年3月31日結業的創業店舖菊井店（攝於2014年4月）

1968年1月，加藤太郎於名古屋創立「客美多咖啡店」。「客美多」一詞有傳源於創立者祖家家業的米店「コメ屋の太郎」。
當時設立於名古屋西區那古野二丁目菊井大廈的咖啡店，原本為加藤太郎個人經營，後來於1970年以自身特許經營權方式開設分店，並於1975年8月以客美多咖啡店株式會社的名義正式法人公司化。於1993年4月，設立公司客美多株式會社以作管理特許經營權事務。客美多咖啡店在特許經營權發展以來，曾經開設了不少實驗性質的分店。
2014年11月28日，客美多將「客美多株式會社」以單獨股份方式轉移成子公司，並設立完全持份的母公司「客美多股份株式會社」（日語簡稱コメダHD），客美多股份於2016年6月29日在東京證券交易所第一部正式上市。
截至2021年5月尾，客美多旗下『珈琲所客美多咖啡店』開設了911間分店，另有和式咖啡店『甘味喫茶おかげ庵』開設了11間分店。以及以新式業務形態，在沖縄県・南風原開設了1間烘焙屋型店舖『石窯パン工房ADEMOK』，及在東京・東銀座開設了1間新式咖啡店『KOMEDA is □』（コメダイズ）。
客美多曾經開設過副線店舖『高級喫茶 吉茶』，但已於2013年2月28日全線結業。亦曾經經營自助營業式店舖『客美多自助』，但已於2020年8月末全線結業。另外客美多旗下的熱狗麵包專門店『コメダ謹製やわらかシロコッペ』亦於2021年內全線結業。

## 歷史
內文源於『フランチャイズ契約の要点と概説』的所述歷史、『株式売出届出目論見書』的所述歷史。
1968年1月，創業者・加藤太郎於名古屋市西區開設「客美多咖啡店」。
1970年2月，特許經營權1號店開業。然後以連鎖店特許經營權方式發展。
1972年11月，高岳店開業。
1975年8月，成立株式會社客美多咖啡店。
1977年2月，客美多咖啡店 石川橋店（後成為總店）開業。
1993年4月，成立株式會社客美多（舊客美多①）。本格發展特許經營業務，該時期已有加盟店85間。
1999年2月，開設甘味咖啡店「おかげ庵」。
2001年8月，總部由名古屋市瑞穗區上山町搬遷至現今住所。
2005年2月，開設高級咖啡店「吉茶」。
2008年4月，由融資公司Advantage Partners LLP出資，其事業由株式会社AP11繼承（出資比率78%）。
2008年5月，Pokka Corporation（日本百佳咖啡公司）於同年4月25日宣佈向株式会社AP11出資收購其12%股權。
2009年3月，株式會社AP11將包括株式會社客美多（舊客美多①）、株式會社中央客美多、株式會社尾張中央客美多、株式會社客美多Green、客美多不動産開發在內5間公司合併，並公司改稱為株式會社客美多（舊客美多②）。
2011年3月，日本國內開設到400間分店。
2013年2月，株式會社AP11以及Pokka Sapporo Food & Beverage公司所持的股份，轉讓予由MBK Partners出資的公司株式會社MBKP3，並由其繼承業務。
2013年2月28日，高級咖啡店「吉茶」結業。
2013年3月，日本國內開設到500間分店。
2013年6月1日，株式會社MBKP3將株式會社客美多、株式會社France Pan合併，公司改稱為現今的株式會社客美多。
2014年3月31日，創業第1號店菊井店由於建築物呈現老化關係而結業及拆卸 。
2014年10月，日本國內開設到600間分店。
2014年11月，「客美多株式會社」以單獨股份方式轉移成子公司，設立完全持份的母公司「客美多股份株式會社」。
2015年4月1日，於直營10間分店開始導入專用儲值卡服務「KOMECA（コメカ）」。
2016年4月，於中國大陸開設第一間海外分店，設於上海市濾南公路。
2016年6月29日，客美多股份於東京證券交易所第一部正式上市。
2016年7月15日，於澀谷宮益坂上開設實驗性質的分店。
2016年8月，日本國內開設到700間分店。
2016年12月19日，客美多股份於名古屋證券交易所第一部正式上市。
2018年2月，台灣第一間分店於台北南京建國區開業。
2018年7月，日本國內開設到800間分店。
2019年2月，客美多與台灣好食國際投資股份有限公司成立合資公司，開設台灣客美多八德店。
2019年6月，青森縣第1號店開業。客美多自此達成全都道府縣營運。
2019年7月，台灣第一間特許經營店於台北敦南信義區開業。
2019年10月，開設石窯烘焙工房「ADEMOK」南風原店。
2020年7月15日，開設「KOMEDA is □（コメダイズ）」東銀座店。
2022年4月15日，開設大判燒專門店「大餡吉日(だいあんきちじつ)」。
2022年8月31日，總店開設45年，建築物呈現老化關係，於翌日開始暫停營業，並於10月7日翻修完成後重新營業。
2022年10月21日，香港第一家分店於紅磡黃埔天地第5及6期地下開設。
2022年11月，高岳店開業50周年。

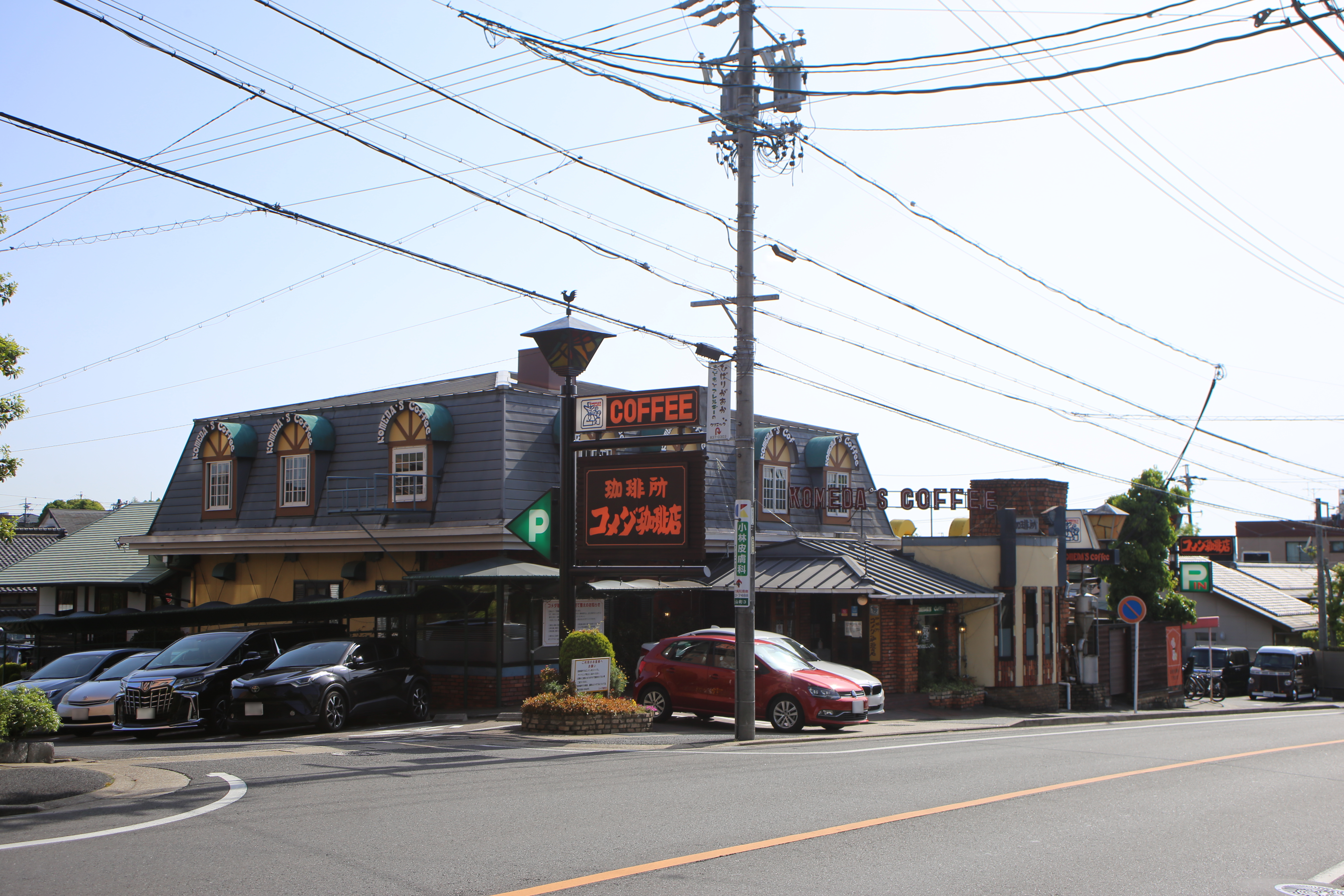
重新建築及裝修前的石川橋本店

2023年6月27日，日本國內開設到1000間分店。

## 客美多咖啡店
『珈琲所客美多咖啡店』（珈琲所 コメダ珈琲店、コーヒーどころ コメダコーヒーてん）為現時客美多發展中的連鎖式喫茶店，亦為其主力業務。
店舖以愛知縣為中心開展至911間（截至2021年5月），但其中只有33間為直營店（以2021年4月1日為止），其餘都是以特許經營方式營運。此外，亦以優勢策略方式開店為其特徵。初期開店以東海地區為主，直到2003年開始，以發展關東地區為始進行全國發展，並於2019年6月7日開始營業的青森縣1號店為止完成全國都府縣開店。另外，於2016年4月在中國上海開設第一間海外分店。
根據2012年公益財團法人日本生產性本部服務產業生產性協議會進行的顧客滿足度調查顯示，客美多於「喫茶店、咖啡店」部門獲得第一位的評價。

### 特徴
雖然服務方面基本上有統一標準，但沒有嚴密的指引手冊。經由總部進行最少限度的訓練指導，加上經營者根據開店環境的裁量，不同店舖及其餐單會根據所在地而有一定程度的差異。
店舖的招牌基本以黑底橙字作標識。其書法字出自曾兼任日展評議員的書法家樽本樹邨，樽本亦是加藤太郎的書法老師的關係，所以由加藤提出執筆要請。在商標方面，則由常連的設計學校學生設計，並以「中世紀歐洲紳士享受咖啡的姿態」作靈感來源。
店內裝潢主要以木材、灰泥、磚頭為主，座椅以木製為主。在設計時以建築業界的經驗，務求在一眼觀望整體環境時，木材質的視覺佔比率（木視率）達四成以上，達致令客人有安心的感覺。此外，亦兼顧客人的開放氣氛及個人環境私隱度，天花和屏風亦佔一定高度的設計，以吸引客人作為日常生活的延伸而來店，而作為經營戰略方針。
基本上除了部份店舖，咖啡並非於店舖內即場成份提取，而是以自家工場進行成份提取後運送至各店舖進行調配，亦盡量減低店舖氣味對咖啡味道的影響，以及提供廚房作業效率。麵包方面除了部份地區，皆由自家工場製造及送達。
設於郊外地方的店舖則大多數配備停車場，店內亦以木屋風格為設計主調，店內亦提供雜誌和報紙供顧客自由閱讀。格調上與現時新式咖啡店不同，主要以古式喫茶店風格為主。
餐點服務方面，主要以中京式服務為主。每日開始營業時間至早上11時前，只需點至少一杯飲品，就可以以毋須額外付費下獲得吐司配配料（水煮蛋、碎蛋混合沙拉醬、小倉紅豆醬選其一），此外的時間則贈送豆小食等配茶小食。這種服務風格，源自於客美多的根據地中京地區為全國喫茶店的競爭激戰區，因而不罕見。此外，客美多亦有發行咖啡票券機制，一張票券可以任意點選餐牌上20種基本飲品。
另外，縱然創業者與祖家家業的米商有關聯，但作為一般的喫茶店，在餐牌上並不存在有咖哩飯在內的米飯餐點。
至於咖啡杯和碟片，則以有田燒陶瓷製造。

### 相集

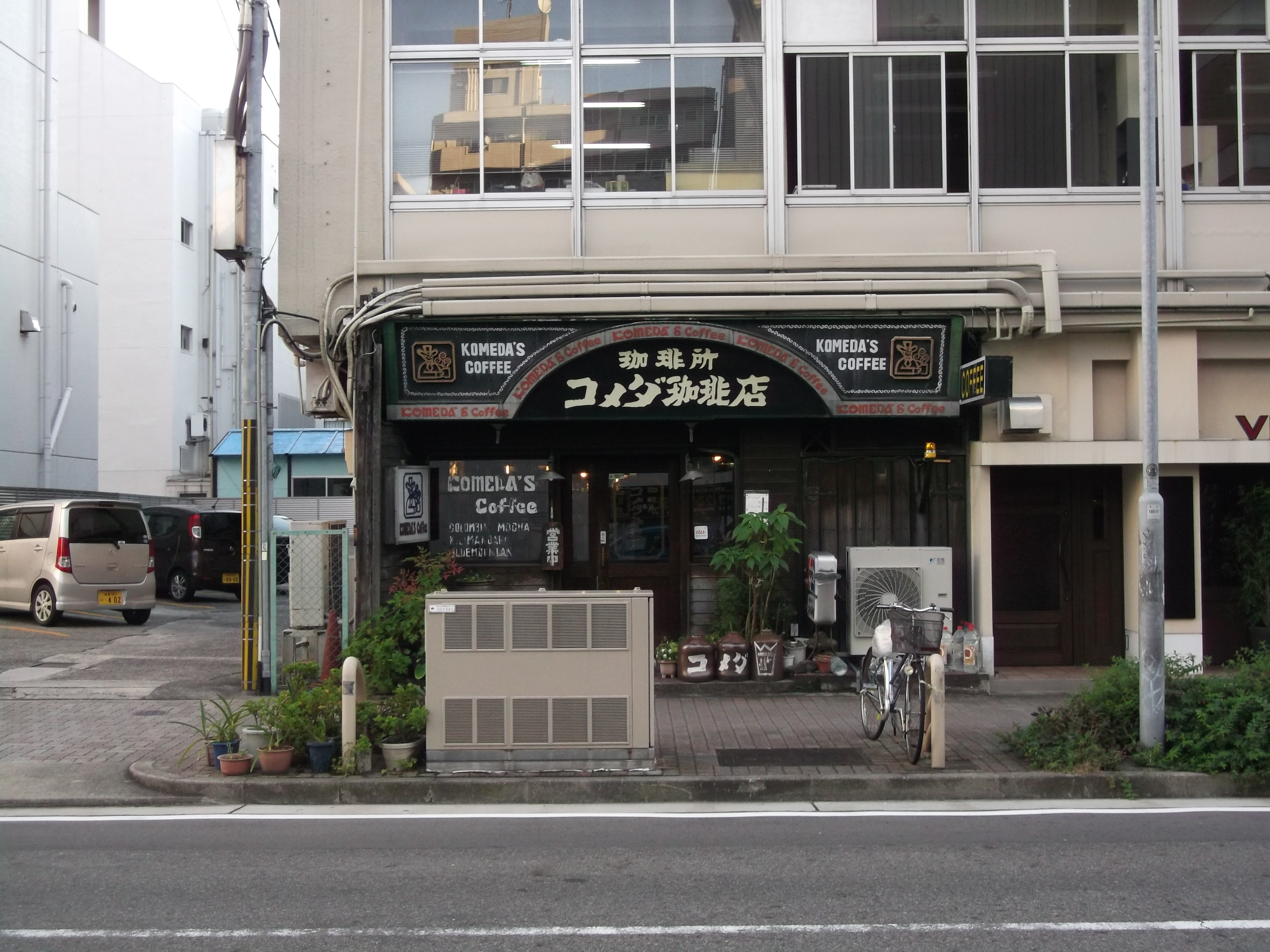
客美多咖啡店 高岳店 （至2022年為止為最古老的店舖[24]）
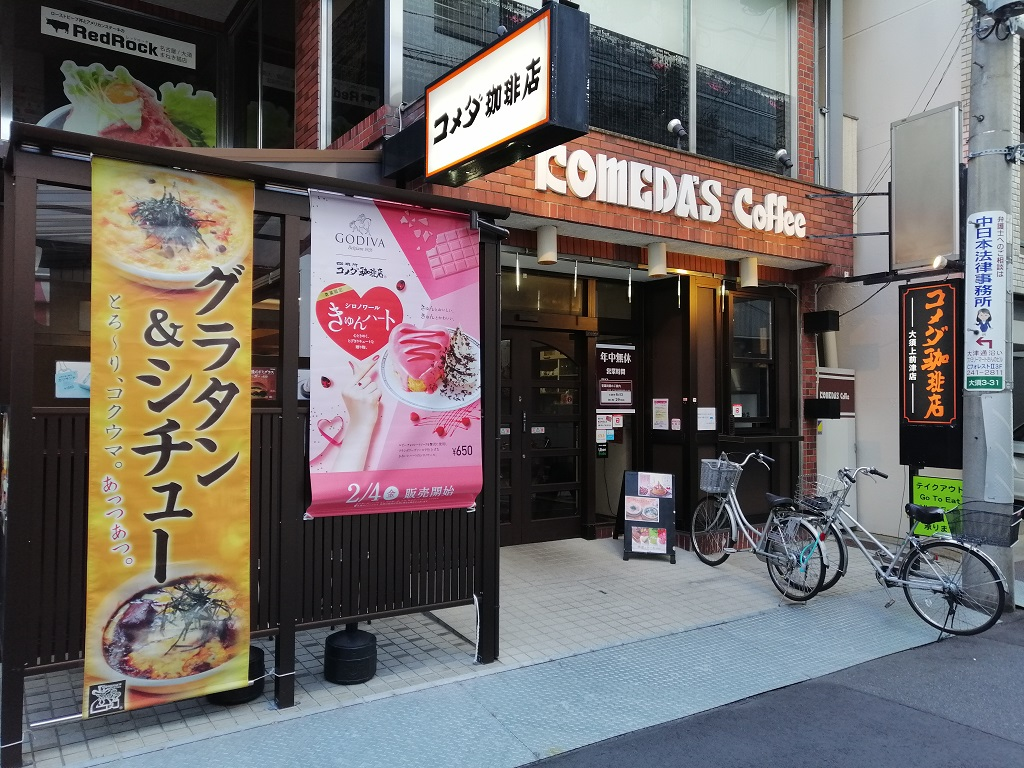
客美多咖啡店 大須上前津店
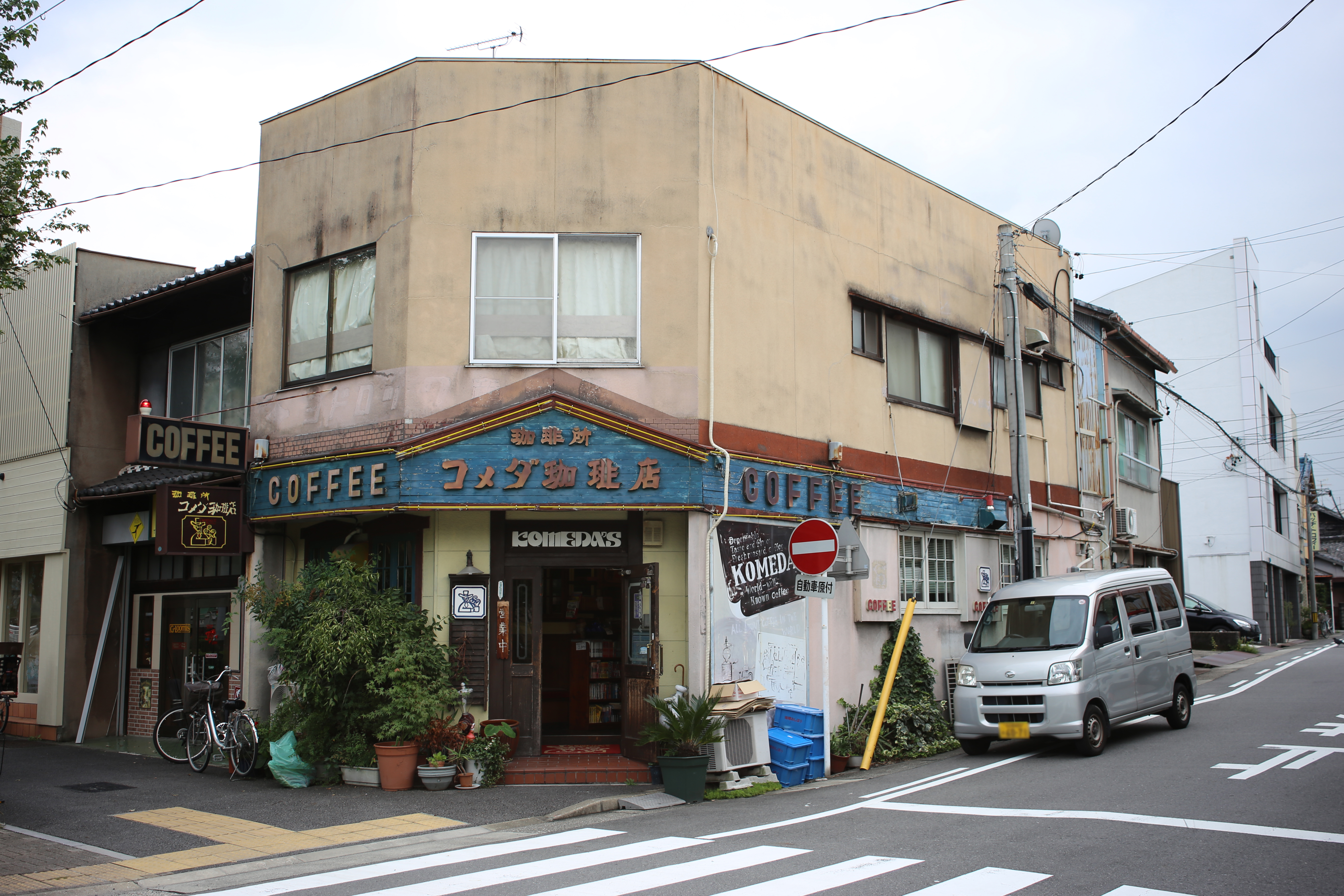
客美多咖啡店 東郊通店
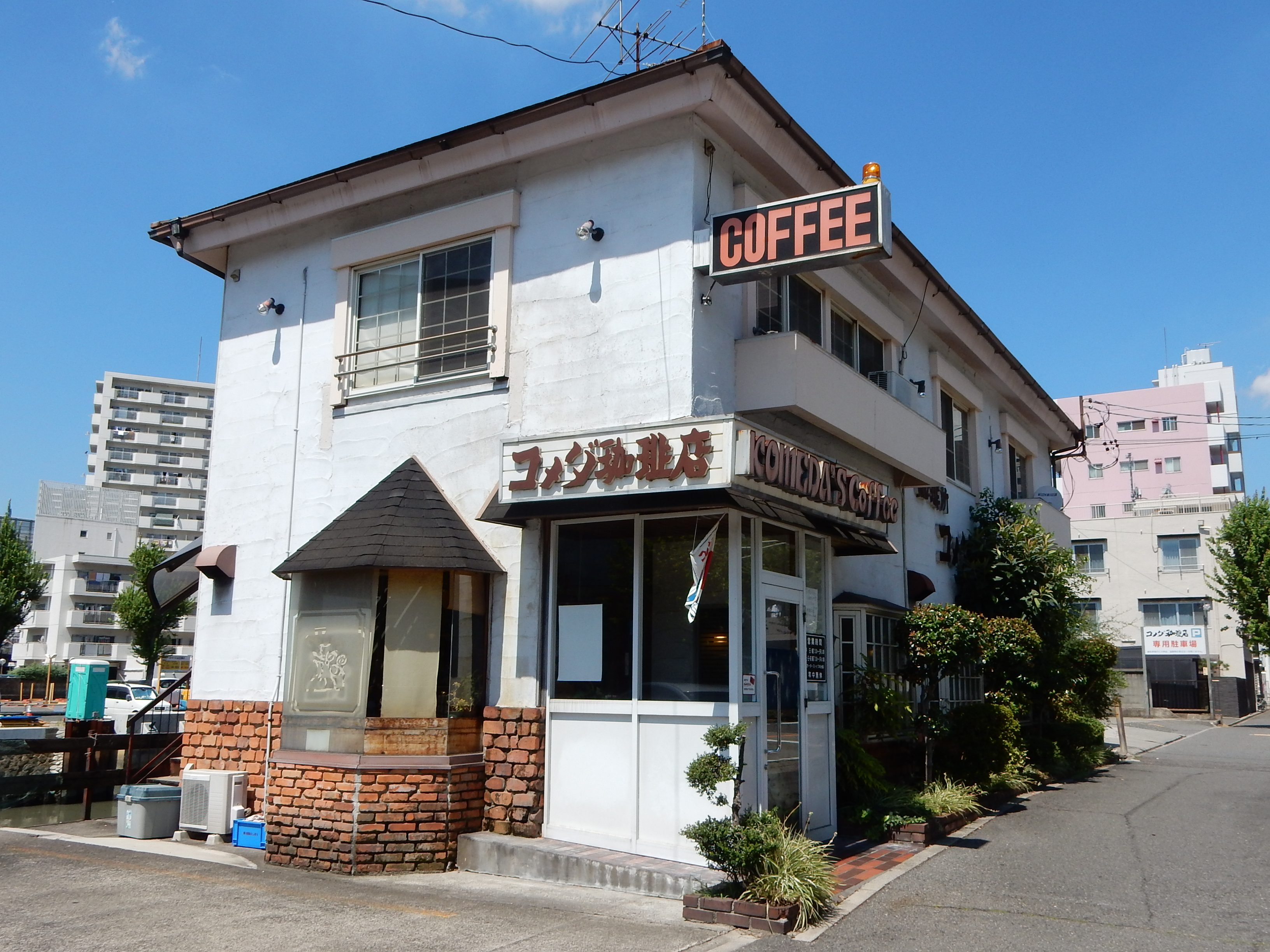
客美多咖啡店 正木店 （已於2020年3月15日結業[25]）
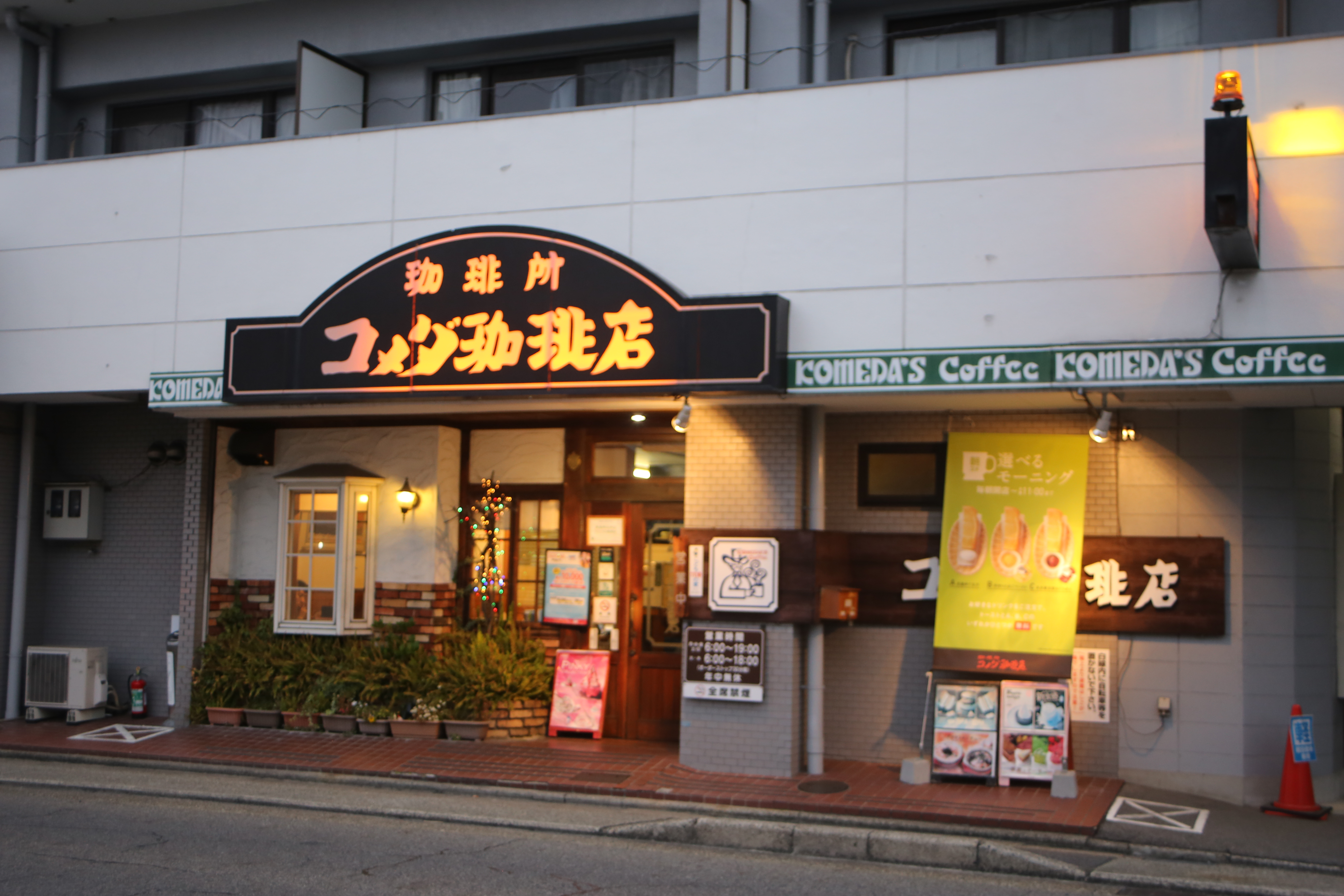
客美多咖啡店 莊内通店
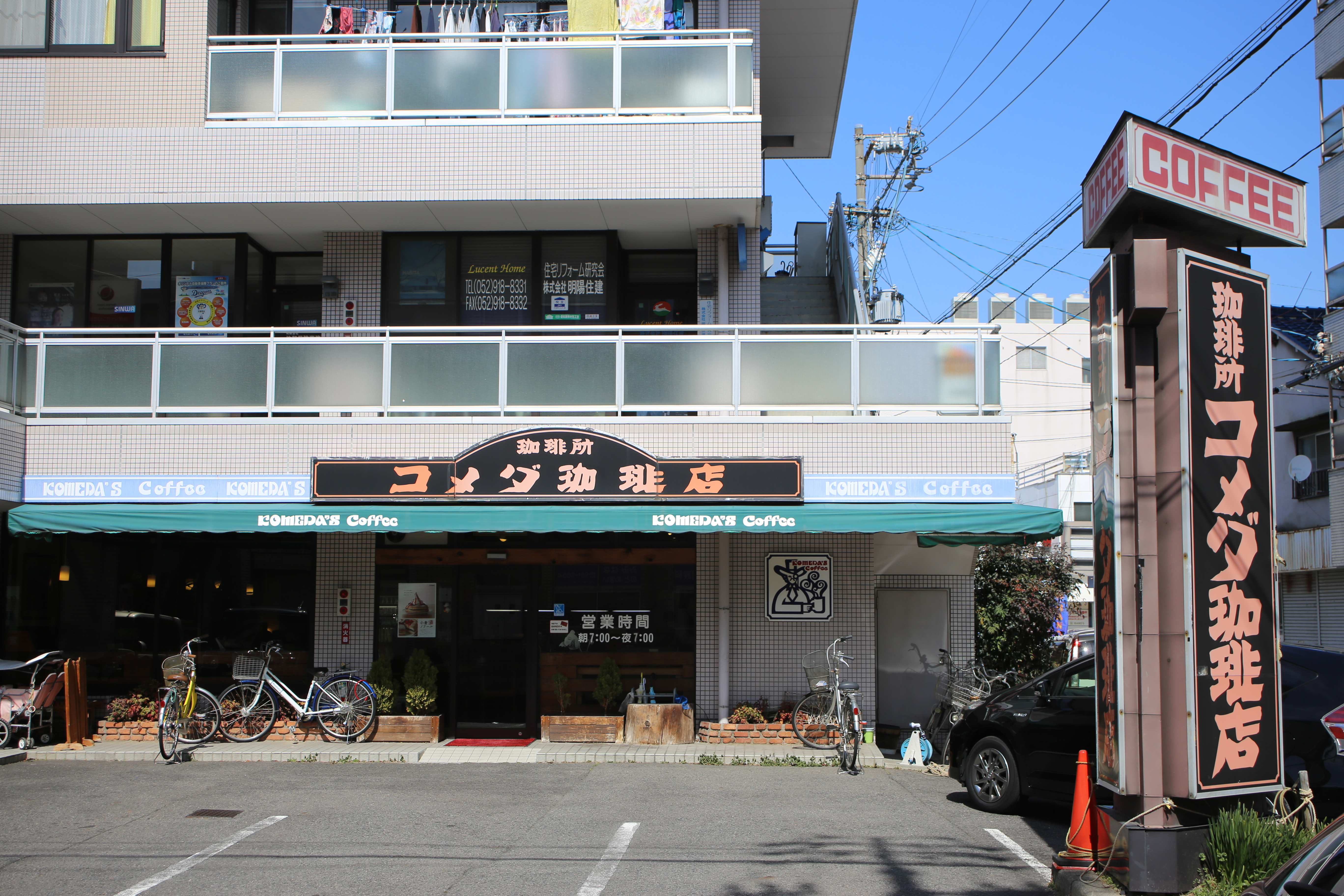
客美多咖啡店 城北店
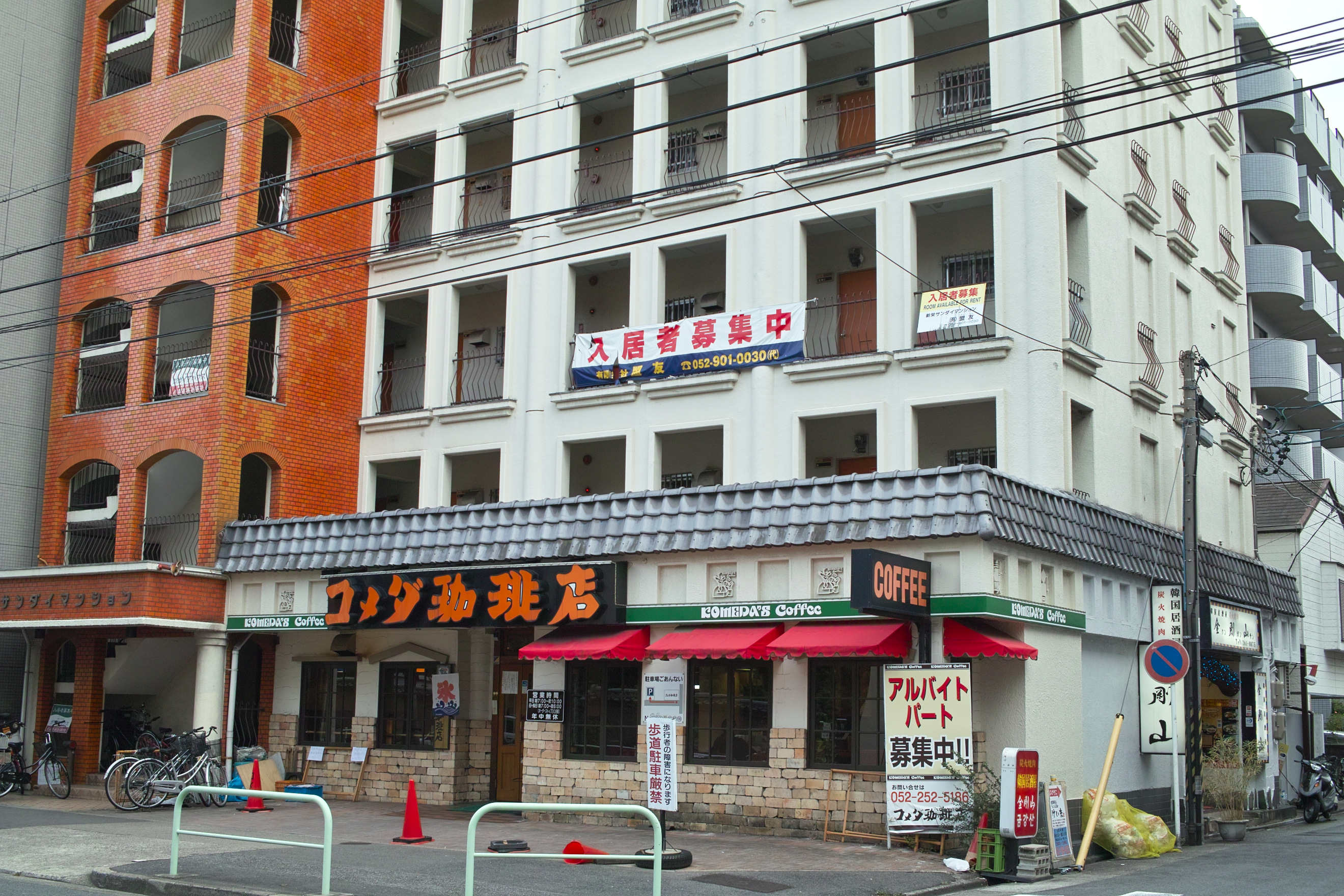
客美多咖啡店 新榮店
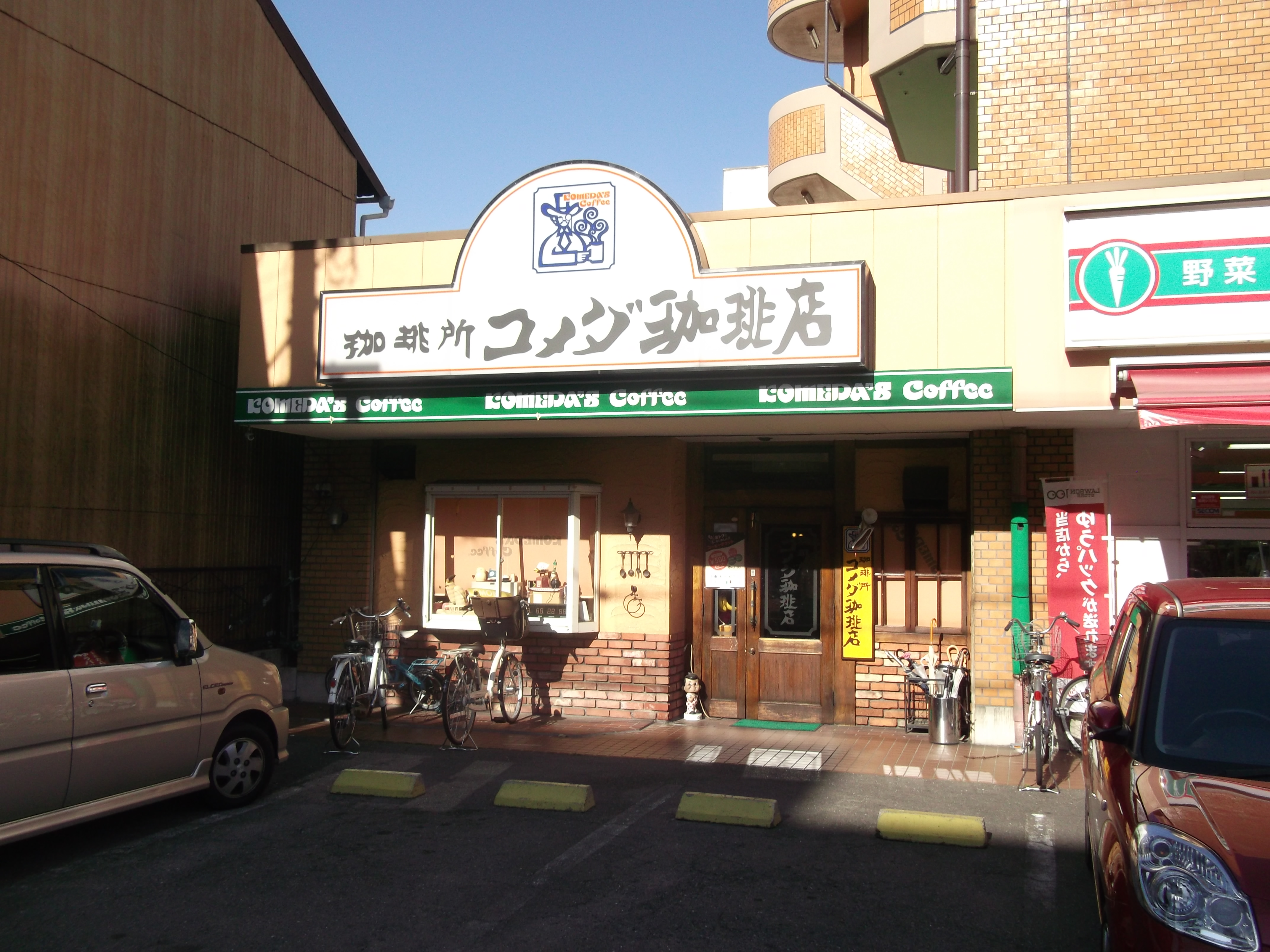
客美多咖啡店 堀田店
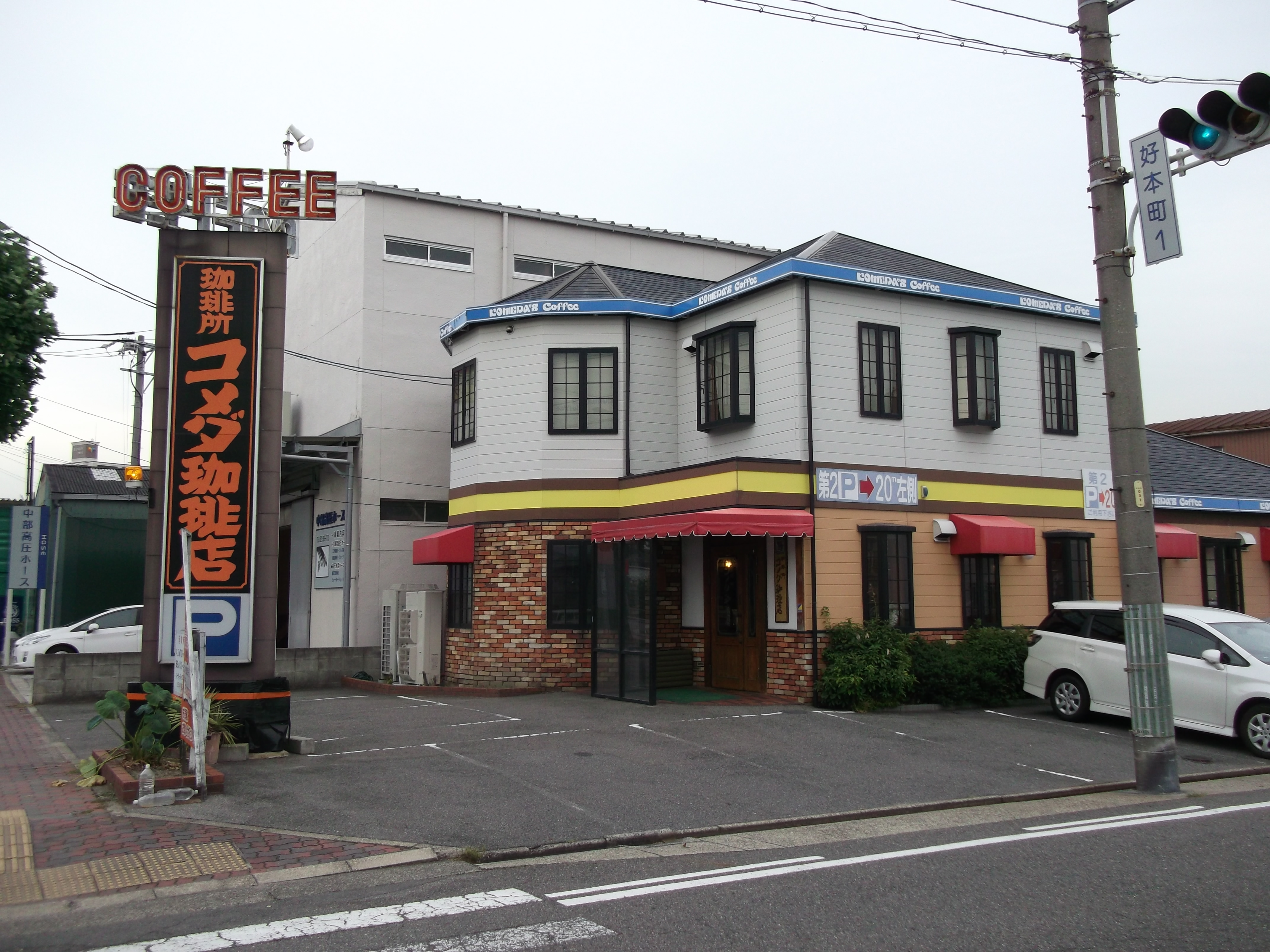
客美多咖啡店 四女子店
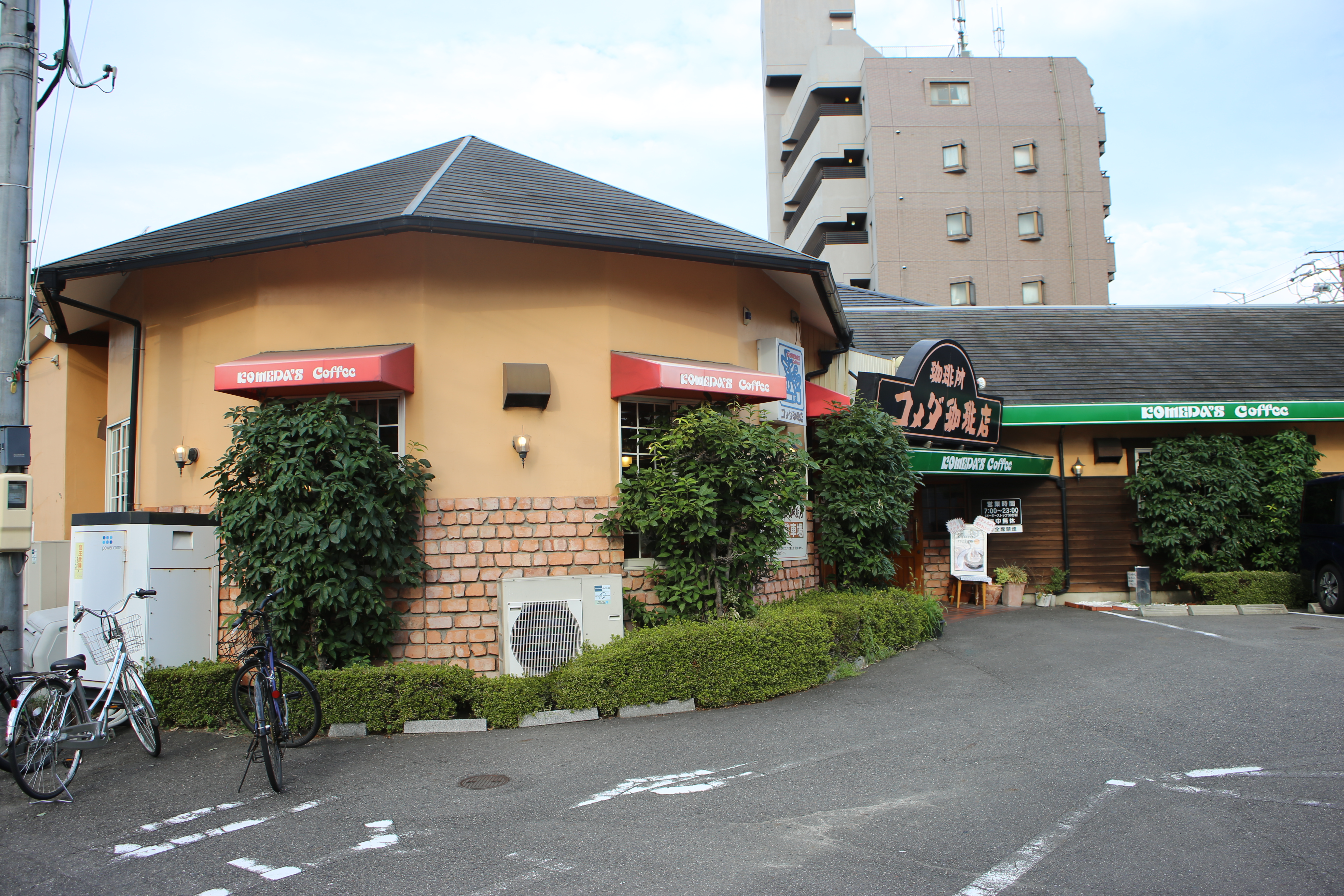
客美多咖啡店 兒玉店
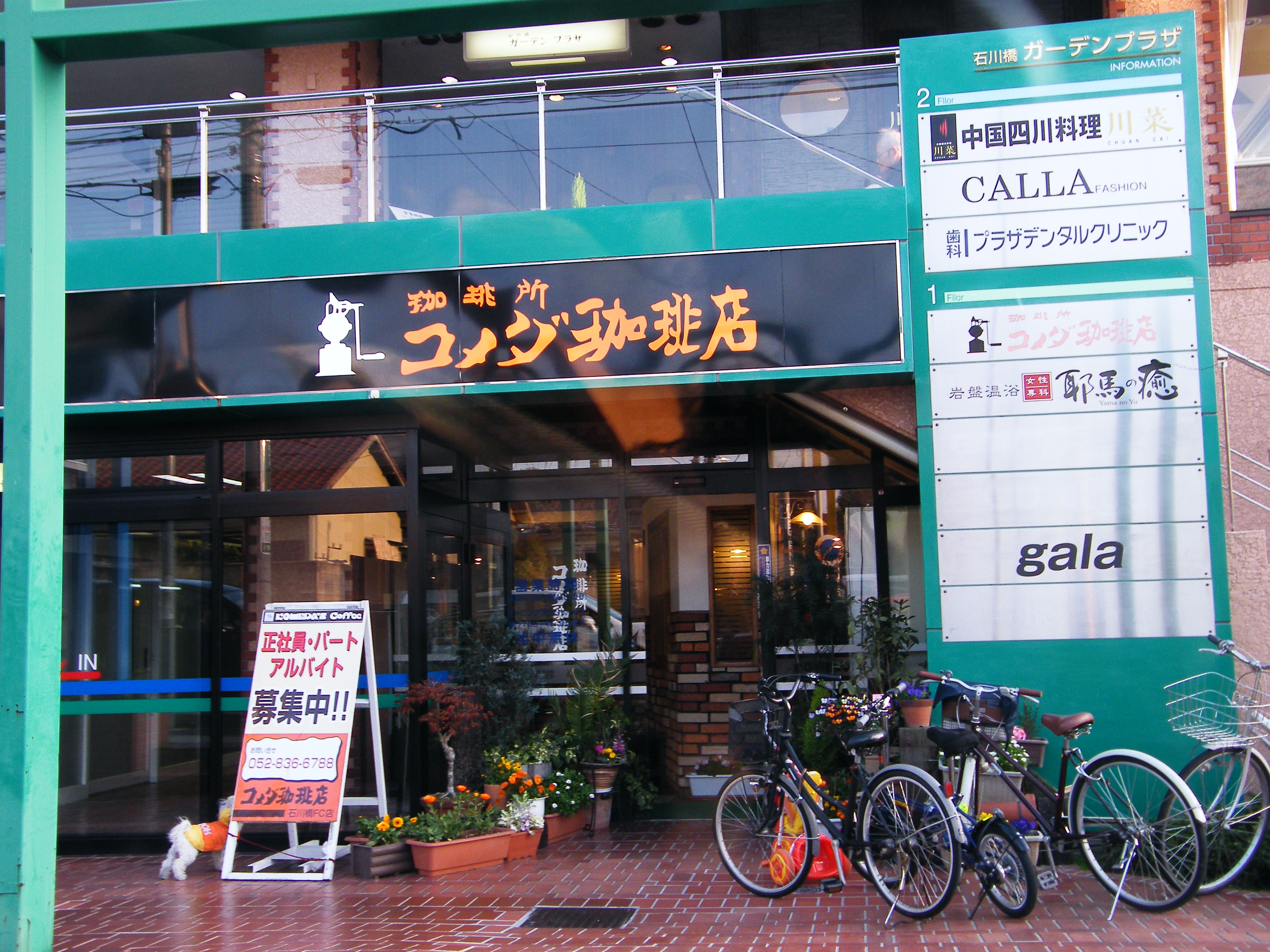
客美多咖啡店 Garden Plaza店 （後成為石川橋店）
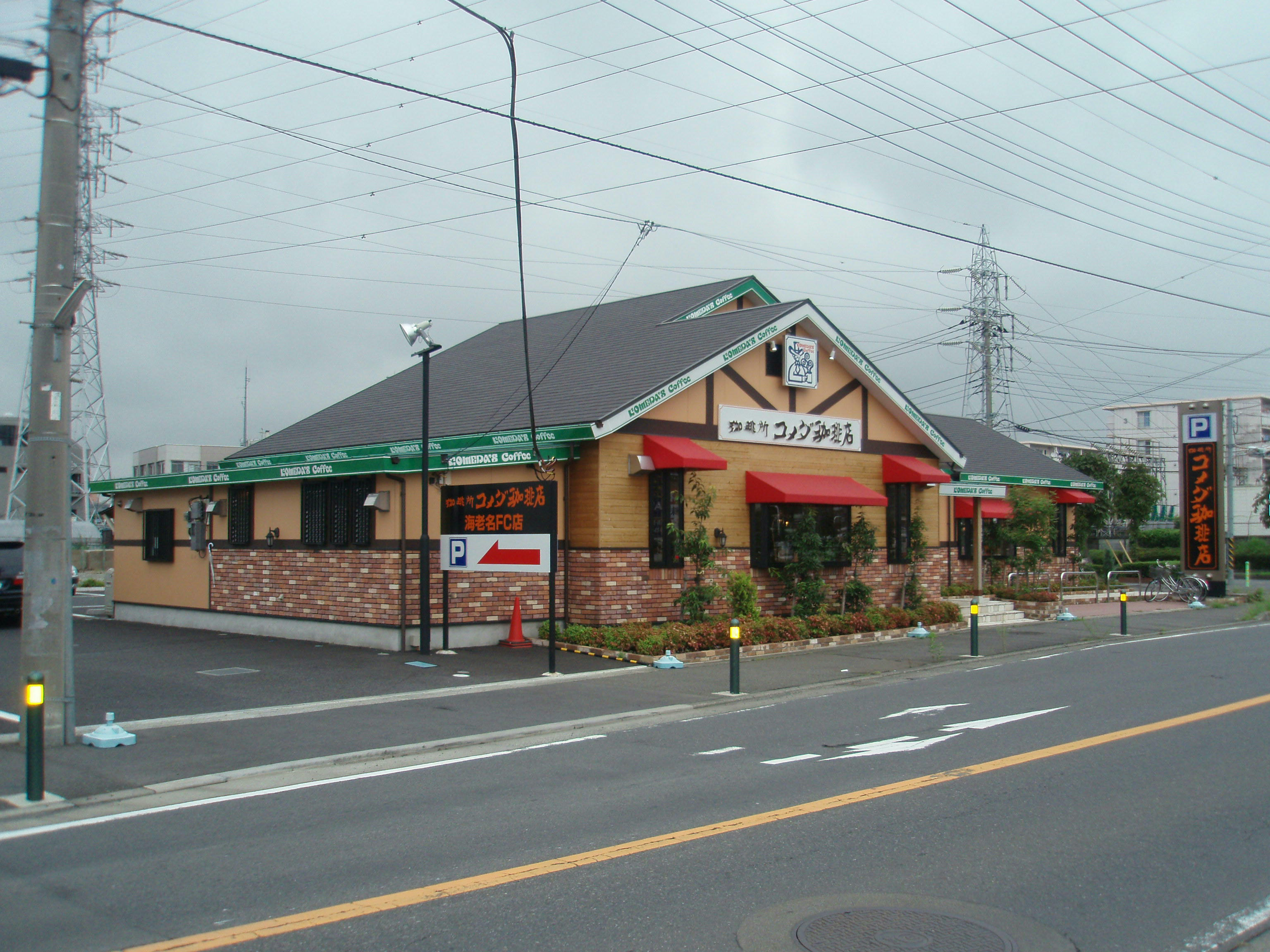
客美多咖啡店 海老名大谷店
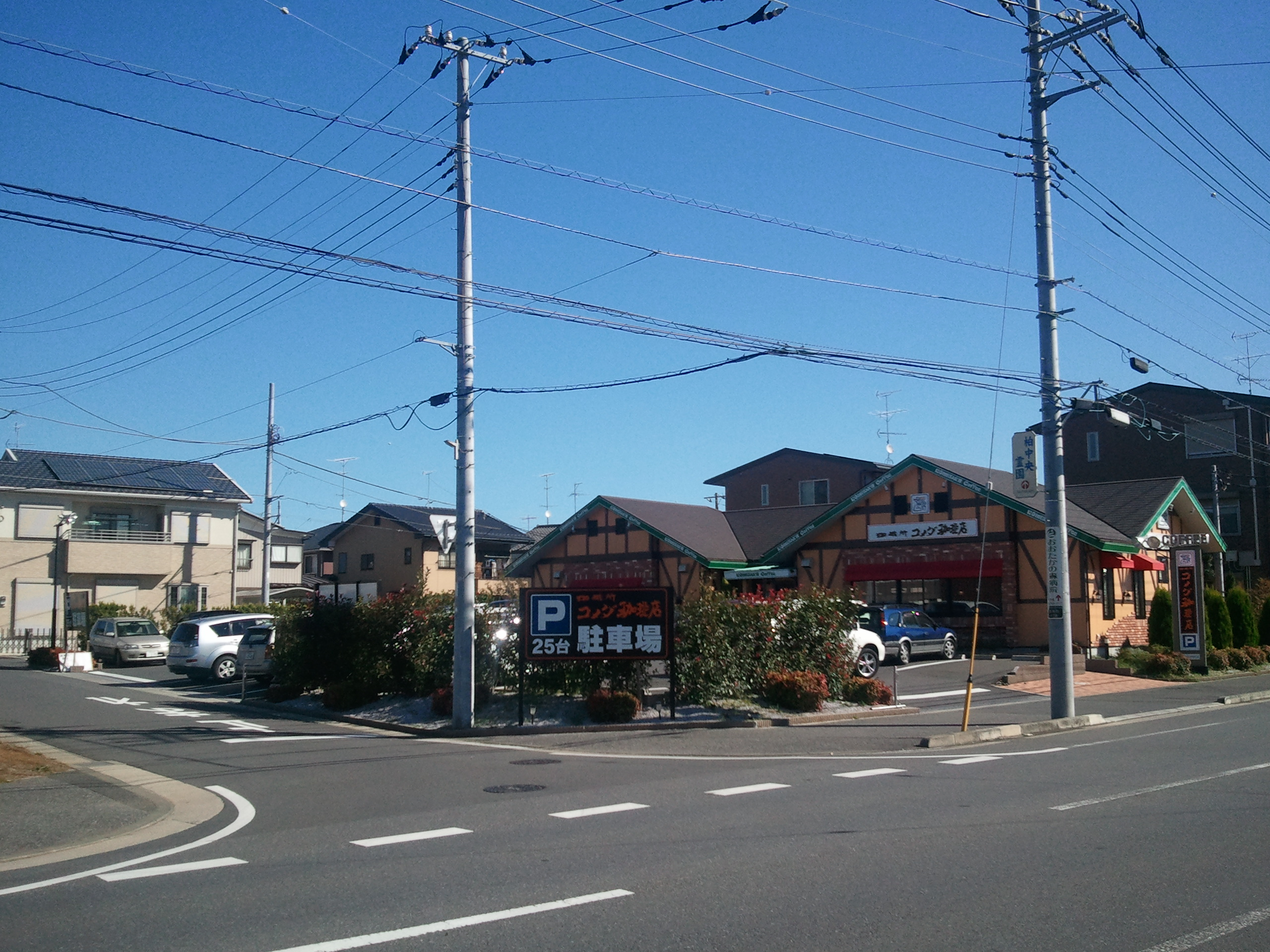
客美多咖啡店 流山大鷹之森店
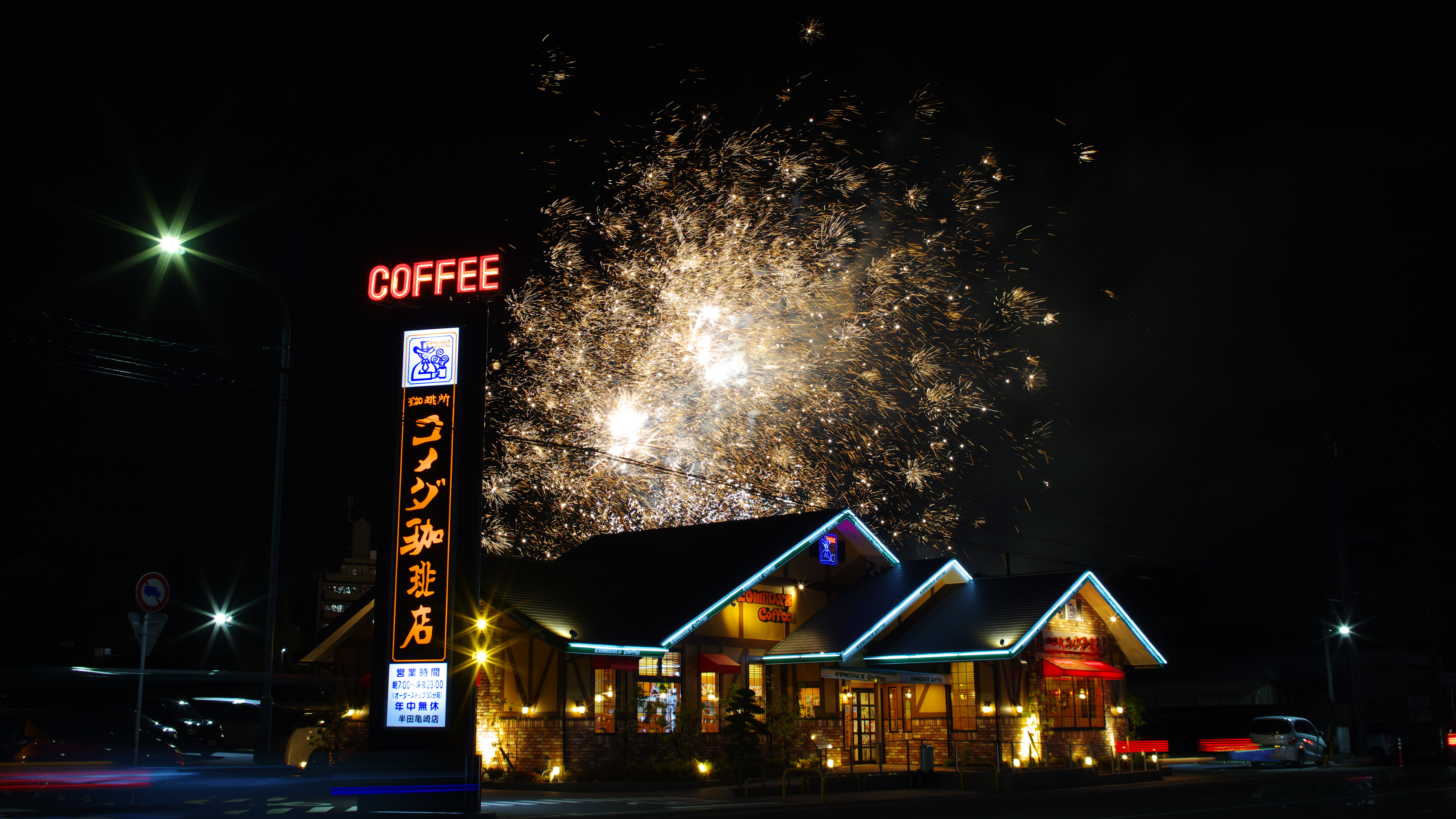
客美多咖啡店 半田龜崎店

## 其他
- 電子圖版遊戲「桃太郎電鐵系列」中，2009年發售的『桃太郎電鐵2010 戰國、維新的英雄大集合!之卷』內，名古屋代表物件中其中一個就以「客美多咖啡店」名義登場[26]。
- 任天堂Switch遊戲『集合啦！動物森友會』內，免費發佈客美多咖啡店原裝設計的「我的設計」物件[27]，更公開了「客美多島」 [28]。

### 備註
1. ↑  於名古屋市瑞穂区上山町3丁目13-2開設的店舖，加藤太郎以個人名義出售後，曾經一時以「上山店」改名，現時統一以「本店」表稱。
2. ↑  截至2022年現在，最舊的店舗是1972年（昭和47年）開業的高岳店。
3. ↑  除了一部份分店為例外。

### 來源
1. ↑  『株式売出届出目論見書』、13頁
2. 1 2 3 4  「第10期決算公告」『官報』、2022年（令和4年）5月26日付（号外第112号）
3. 1 2  『フランチャイズ契約の要点と概説』、7頁
4. 1 2 3  . コメダホールディングス.   [2022-02-11]. （原始内容存档于2023-05-19）.
5. ↑  『株式売出届出目論見書』、9頁
6. 1 2 3 4 5 6 7 8 9   (PDF) (报告). 株式会社コメダホールディングス. 2021-05-28  [2023年5月16日]. （原始内容存档 (PDF)于2021年12月1日）.
7. ↑  .   [2023-01-29]. （原始内容存档于2023-01-29）.
8. ↑  コーヒーのコメダHD東証上場へ 6月29日 （页面存档备份，存于）、中日新聞、2016年5月26日
9. ↑  【間もなく上場】コメダ珈琲はこんなにスゴイ! 営業利益30%「異次元の高収益」体質を分析する （页面存档备份，存于）、現代ビジネス、2016年6月7日
10. ↑  分店搜尋 （页面存档备份，存于）.Komeda's Coffee 客美多咖啡(台灣)
11. ↑  . 永旺百貨香港. 2022-05-30  [2023-05-17]. （原始内容存档于2023-05-17）.
12. ↑  . 永旺百貨香港. 2022-08-05  [2023-05-17]. （原始内容存档于2023-05-17）.
13. ↑  . 永旺百貨香港. 2022-10-21  [2023-05-17]. （原始内容存档于2023-05-20）.
14. ↑  . コメダ珈琲店Instagram. 2023-06-27  [2023-06-27]. （原始内容存档于2023-06-27）.
15. ↑  .   [2023-05-17]. 原始内容存档于2019-06-19.、2019年6月7日
16. ↑  au、丸亀製麺、コメダ珈琲店、ドーミーインが初のCS第1位 （页面存档备份，存于） サービス産業生産性協議会、2012年7月25日
17. ↑  .   [2023-05-17]. 原始内容存档于2008-02-06.、東海テレビ『スタイルプラス』、2007年6月10日
18. ↑  高井尚之『なぜ、コメダ珈琲店はいつも行列なのか？』（プレジデント社）、臼井興胤コメダ社長インタビュー『APPLE TOWN』2017年7月号、p.58。
19. ↑  コーヒーへのこだわり （页面存档备份，存于） コメダ珈琲店
20. ↑  日経MJ（日本経済新聞社）、2011年12月5日
21. ↑  おいしさへのこだわり （页面存档备份，存于） コメダ珈琲店
22. ↑  チケット （页面存档备份，存于） 珈琲所コメダ珈琲店
23. ↑  . 2020-06-10  [2022-02-11]. （原始内容存档于2022-02-11）.
24. ↑  . コメダ珈琲店.   [2022-02-11]. （原始内容存档于2022-02-11）.
25. ↑  . 開店閉店.com. 2020-03-16  [2022-02-11]. （原始内容存档于2023-05-17）.
26. ↑  .   [2023-05-17]. 原始内容存档于2011-06-23.
27. ↑  ★メリークリスマス★「あつ森」マイデザイン無料配布がはじまるよ!! （页面存档备份，存于）、さんかく屋根の下（コメダ珈琲店公式コミュニティサイト）、2020年12月24日
28. ↑  「あつ森」コメダ島がOPEN!! ゲームの中でもくつろごう! （页面存档备份，存于）、さんかく屋根の下（コメダ珈琲店公式コミュニティサイト）、2021年1月21日

## 外部連結
- 株式会社コメダホールディングス （页面存档备份，存于）
- 珈琲所 コメダ珈琲店 （页面存档备份，存于）
- 甘味喫茶（甘）おかげ庵 （页面存档备份，存于）
- コメダ珈琲店的X（前Twitter）
- コメダ珈琲店的Facebook專頁
- コメダ珈琲店 公式的Instagram帳戶
- おかげ庵公式的Instagram帳戶
- コメダ珈琲店菊井店のブログ （页面存档备份，存于）
- 客美多咖啡(台灣) （页面存档备份，存于）
  - 台灣公司資料 （页面存档备份，存于）
  - 客美多咖啡(台灣)-臺北市食材登錄平台
  - 客美多咖啡(台灣)的Facebook專頁
  - 台灣客美多咖啡的Instagram帳戶